# NGC 7458
NGC 7458 ist eine elliptische Galaxie vom Hubble-Typ E im Sternbild Fische. Sie ist schätzungsweise 231 Millionen Lichtjahre von der Milchstraße entfernt.
Das Objekt wurde am 18. September 1786 von William Herschel entdeckt.